# John Harvard Biles
Sir John Harvard Biles (* 6. Januar 1854 in Portsmouth; † 27. Oktober 1933 in Virginia Water) war ein britischer Schiffbauingenieur und Professor.

## Leben

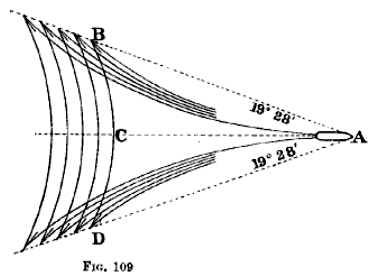
Darstellung aus The Design and Construction of Ships

Der 1854 geborene Biles zählt zu den großen Schiffbauwissenschaftlern des Vereinigten Königreichs. Zunächst durchlief der junge Biles Lehrjahre als Schiffbauer auf der Werft seiner Geburtsstadt Portsmouth, bevor er ab 1872 das Royal Naval College, zunächst in South Kensington, dann in Greenwich besuchte. Danach arbeitete Biles erneut auf verschiedenen Werften, wo er Erfahrungen beim Übergang von Eisen zum Flussstahl als Schiffbaumaterial sammelte. Ab 1878 arbeitete er für das Konstruktionsamt der britischen Admiralität, wo er diese Erfahrungen anwenden konnte und den Wert der Froudeschen Modellversuche für die Bestimmung des Schiffswiderstands erkannte. Im Jahr 1880 übernahm Biles den Posten als Chefkonstrukteur der renommierten Werft John Brown & Company in Clydebank. 1891 übernahm er den Lehrstuhl für Schiffbau an der Universität Glasgow, den er drei Jahrzehnte innehielt. Biles schrieb das Standardwerk The Design and Construction of Ships und trug zu rund 20 Arbeiten an der Institution of Naval Architects vor. Er arbeitete als Sachverständiger, sowohl selbständig für zahlreiche Auftraggeber als auch in zahlreichen Komitees. So trug er beispielsweise wesentlich zur Entwicklung der Dreadnought-Schlachtschiffe bei und war Mitglied der Untersuchungskommission zum Untergang der Titanic. Aufgrund seiner Verdienste wurde Biles 1913 zum Ritter geschlagen und 1922 zum Knight Commander des Order of the Indian Empire ernannt.
Er starb am 27. Oktober 1933 in seinem Zuhause in Virginia Water.

## Schriften
- The Strength of Ships, with special Reference to Experiments and Calculations made upon HMS Wolf, Transactions of the Institution of Naval Architects, Vol. XLVII, London 1905
- The Design and Construction of Ships, Charles Griffin, London 1908